# Stazione di Bara
La stazione di Bara è una fermata ferroviaria presente nel territorio comunale di Macomer, posta lungo la ferrovia tra quest'ultimo centro e Bosa, utilizzata esclusivamente per i servizi turistici legati al Trenino Verde.

## Storia
L'impianto nacque nell'ultima parte dell'Ottocento in coincidenza con la fase di realizzazione della ferrovia a scartamento ridotto tra Bosa e Macomer: lo scalo di Bara fu istituito dalla Strade Ferrate Secondarie della Sardegna in corrispondenza della casa cantoniera quattro della linea, situata nelle campagne a ovest di Macomer, e inaugurato insieme alla linea nel 1888, sebbene come fermata facoltativa.

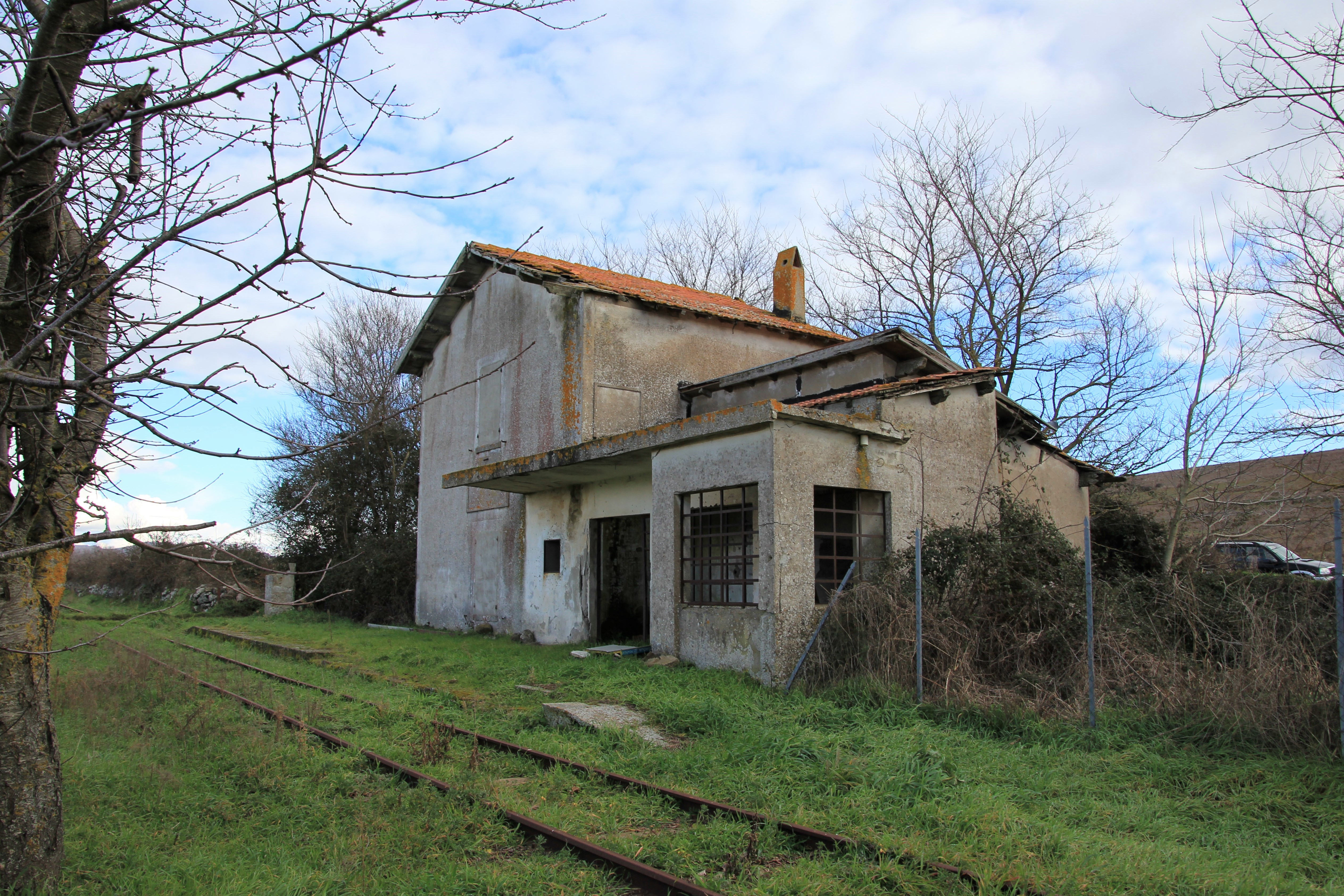
La fermata dal giugno 1997 è utilizzata per il solo traffico turistico

Successivamente l'impianto passò alla gestione delle Ferrovie Complementari della Sardegna nel 1921, e nel dopoguerra la costruzione nelle vicinanze di un istituto agrario incise sui volumi di traffico della fermata. Passata alle Ferrovie della Sardegna nel 1989, nella fermata cessò la regolare attività a partire dal 16 giugno 1997, data di destinazione dell'intera linea Macomer-Bosa a esclusivo uso turistico. Da allora l'impianto, passato nel 2010 alla gestione dell'ARST, viene utilizzato per le corse del Trenino Verde, effettuate principalmente in periodo estivo.

## Strutture e impianti
Posta nelle campagne tra Macomer e Sindia a ridosso di un passaggio a livello agreste, quella di Bara è una fermata di tipo passante, dotata del solo binario di corsa, avente scartamento da 950mm e dotato di una banchina.

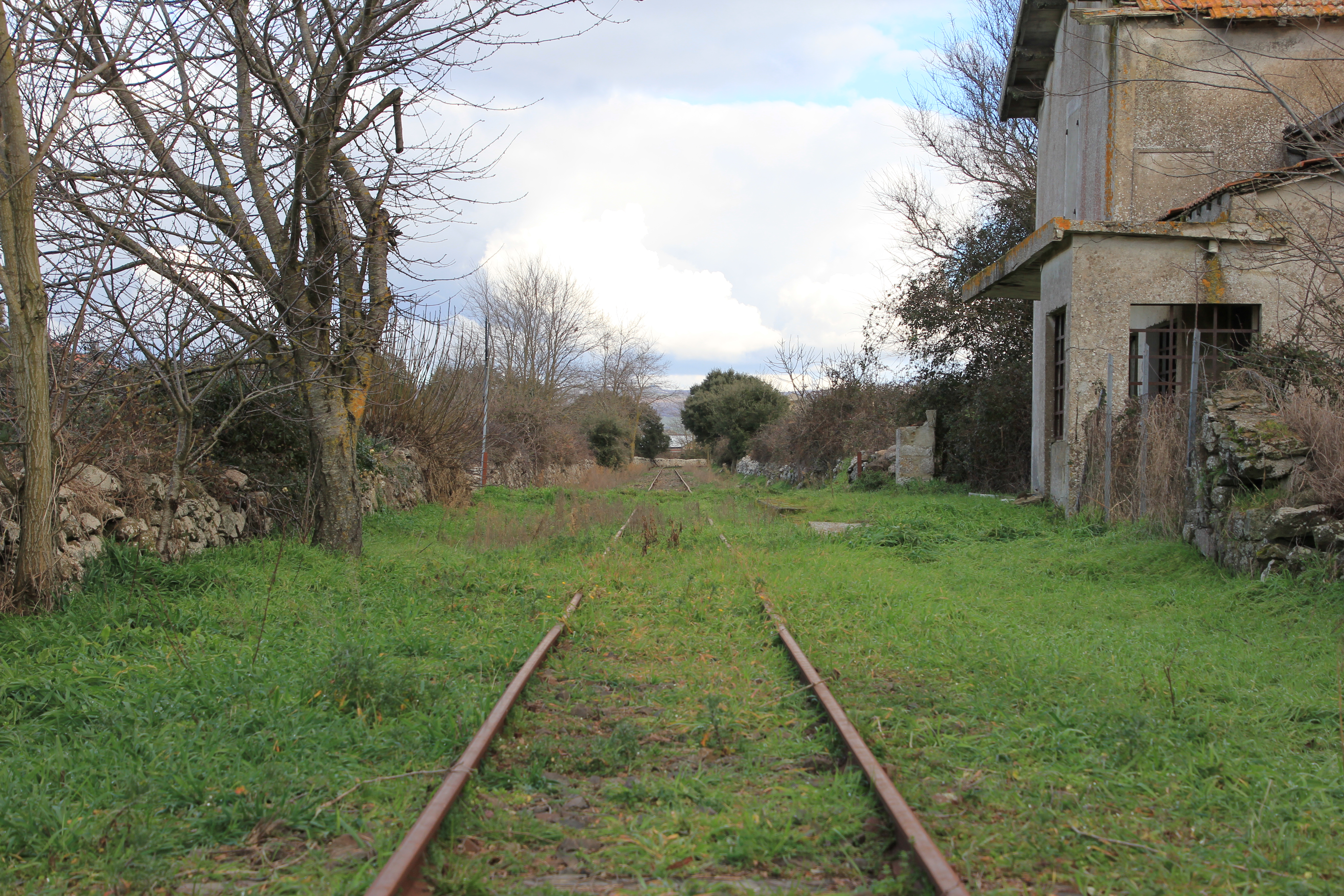
Il binario di corsa visto in direzione Macomer, con sulla destra la banchina (nascosta dall'erba) ed il fabbricato viaggiatori

Lo scalo è dotato di un fabbricato viaggiatori in stato di abbandono, che è formato da una parte principale su due piani a pianta quadrata, riprendente le linee delle case cantoniere delle SFSS, con un corpo aggiunto sul piano terra, il cui tetto si estende sulla banchina a mo' di pensilina.

## Movimento
L'impianto dal giugno 1997 è utilizzato esclusivamente per le relazioni turistiche del Trenino Verde, la cui attuazione a partire dal 2010 a cura dell'ARST. Oltre allo svolgimento delle corse effettuate su richiesta dei turisti la fermata è attiva nel periodo compreso tra la primavera e l'autunno in cui vengono espletate relazioni "a calendario".